# Edoardo Amaldi ATV
La mission Edoardo Amaldi ATV, ou Automated Transfer Vehicle 003 (ATV-003), est la troisième mission du véhicule automatique de transfert européen (ATV). Le lancement a eu lieu le 23 mars 2012 pour une mission de 6 mois. Elle porte le nom du physicien italien Edoardo Amaldi (1908-1989).

## Charge utile
| Cargaison                                                | Masse    |
| -------------------------------------------------------- | -------- |
| Rehaussement de l'ISS par l'ATV                          | 3 150 kg |
| Ravitaillement des propulseurs de l'ISS                  | 860 kg   |
| Oxygène gazeux                                           | 100 kg   |
| Eau                                                      | 285 kg   |
| Marchandises sèches (nourriture, vêtements, équipements) | 2 200 kg |
| Total                                                    | 6 595 kg |

Source: ESA
En plus de sa cargaison primaire, l'ATV contient une reproduction d'une lettre écrite par son homonyme, Edoardo Amaldi, en 1958. Ce document, dont l'original est d'une valeur historique importante, reflète la vision de Amaldi d'une organisation spatiale européenne pacifique et non militaire - un plan pour l'ESA de la vie réelle.

## Lancement
Le lancement a eu lieu le 23 mars 2012 à 04:34:12 UTC à partir du Centre spatial guyanais (ELA-3).

## Amarrage
L'ATV s'est amarré à l'ISS le 28 mars 2012, cinq jours après son lancement. En plus de réapprovisionner l'Expédition 30, l'ATV Edoardo Amaldi a utilisé ses propulseurs pour rehausser l'altitude de la station,.

## Désamarrage
Le désamarrage de l'ATV a été initialement prévu le 25 septembre 2012,. Cependant, une erreur du programme de commande pendant de la procédure de désamarrage a retardé son départ et l'ATV n'est réellement désaccouplé que le 28 septembre. Le vaisseau spatial a finalement désorbité et a effectué sa désintégration dans l'océan Pacifique, le 4 octobre 2012, emportant avec lui les déchets de la station.